# グイド・レーニ
グイド・レーニ（Guido Reni, 1575年11月4日 - 1642年8月18日）は、17世紀前半、バロック期に活動したイタリアの画家。アンニーバレ・カラッチらによって創始されたボローニャ派に属する画家で、ラファエロ風の古典主義的な画風を特色とする。日本語では、ファーストネームを「グイード」、姓を「レニ」と表記する場合もあるが、ここでは慣用的表記に従う。

## 生涯
レーニは1575年、イタリア北部のボローニャに生まれた。修業期にはフランドル出身の画家デニス・カルヴァールト（1540年頃－1619年）に師事した。カルヴァールトは16世紀のヨーロッパ画壇を席巻したマニエリスム系の画家であった。この師のもとで数年間修業した後、1594年、地元ボローニャの画家一族であるカラッチ家が主宰する画学校（アカデミア・デリ・インカミナーティ）に入門し、ルドヴィコ・カラッチに師事した。
レーニは20歳代半ばの1601－1602年頃、ローマへ出て本格的な画業を始める。1604年頃まではアンニーバレ・カラッチの工房の一員として、カラッチの代表作であるファルネーゼ宮殿天井画制作に参加した。ローマには十数年間滞在し、教皇パウルス5世（在位1605－1621年）やその甥にあたる枢機卿シピオーネ・ボルゲーゼの注文を受け活動した。パウルス5世の注文による作品としては、1608年から翌年にかけて制作したバチカン宮殿「アルドブランディーニの間」（現在はバチカン図書館の一部）の装飾（画題はサムソンの物語）がある。

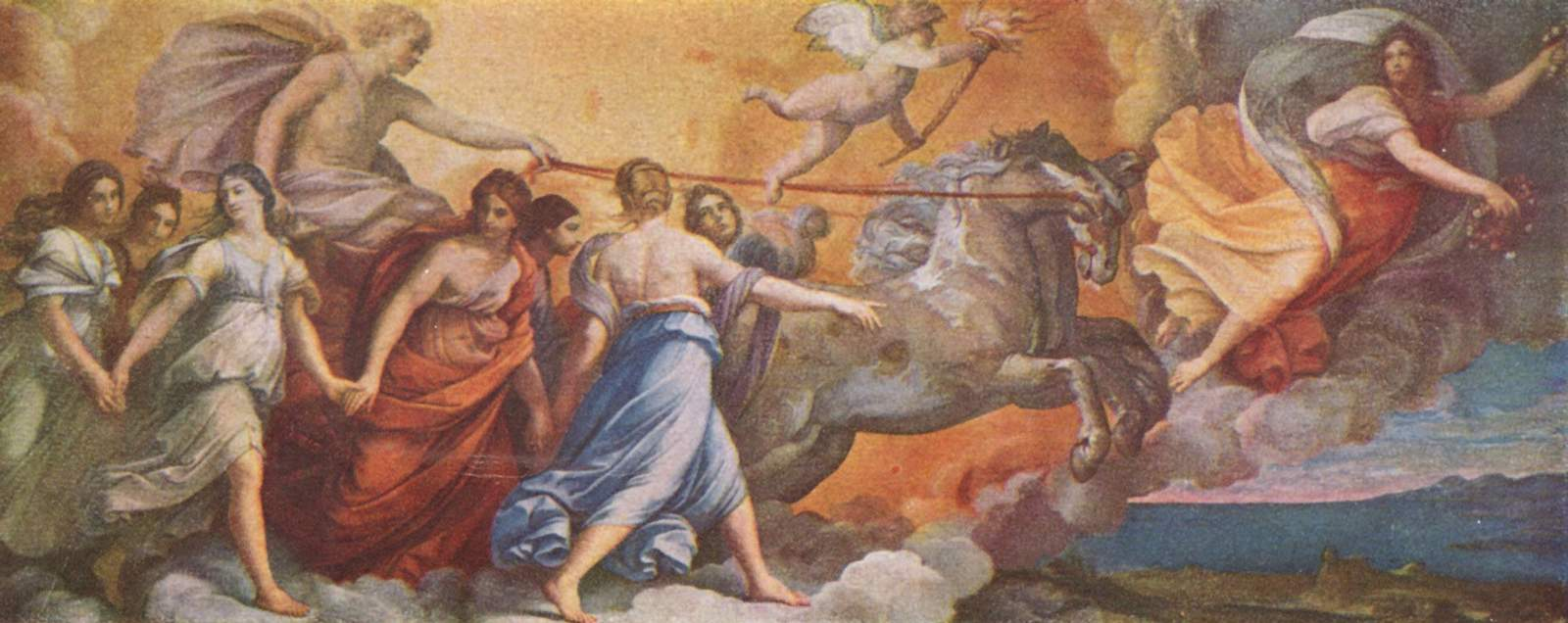
『アウローラ』

ローマのクイリナーレの丘に建つパラヴィチーニ＝ロスピリオージ宮殿の天井画『アウローラ』（1612－1614年）はレーニの代表作である。この宮殿はもともと教皇の甥シピオーネ・ボルゲーゼの別邸として建てられた建物であり、『アウローラ』は宮殿の庭に建つカジーノ（離れ）の天井に描かれている。この作品は「アウローラ」（曙）と通称されているが、画面の中心的位置を占めるのは黄金の馬車に乗ったアポロンであり、主題は「アウローラ（曙）に導かれるアポロンの馬車」と解すべきであろう。アポロンの周囲をめぐって輪舞する女性たちはホラ（「時」の擬人像、英語の"hour"の語源）である。
レーニは『アウローラ』を完成した1614年、生地ボローニャへ戻った。教皇や貴族らの注文を受ける華やかな生活よりも、故郷での自由な生活を望んだためと言われる。以後、没年までは短期間の旅行を除いてボローニャを離れず、制作と後進の指導に努めた。優美な女性像を多く描いたレーニは、実生活では女嫌いだったと言われ、生涯独身を通した。

## 作風・評価

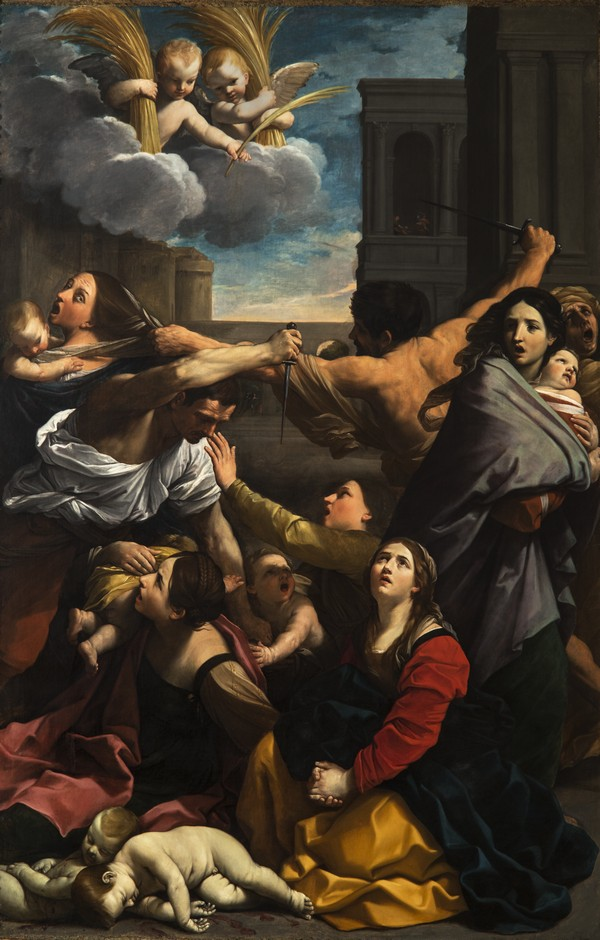
『幼児虐殺』ボローニャ国立絵画館

レーニの作風には、バロック期の巨匠カラヴァッジョの劇的な構図や明暗の激しい対比が見られるとともに、ルネサンス期の巨匠ラファエロ風の古典主義様式が見られる。代表作『アウローラ』に見られる、考え抜かれた構図、理想化された優雅な人物表現、柔和な色彩などはレーニの作風の典型を示すもので、古典研究の成果がうかがわれる。『アウローラ』の並列的な人物の配置には古代の浮き彫りの影響が見られるともいう。レーニは生前から「ラファエロの再来」と呼ばれ、ゲーテによって｢神のごとき天才｣とまで激賞された画家で、19世紀までの評価はきわめて高かったが、美術に対する人々の嗜好が変化し、古典主義的絵画の人気が下落した20世紀以降は不当に低い評価を得ていた。しかし、20世紀末頃からアカデミスム絵画再評価の動きとともにようやく正当に評価されるようになっている。

## 代表作
- 聖ペテロの磔刑 (1604-1605年) ローマ、ヴァチカン美術館
- アウローラ（1612－1614年）ローマ、パラヴィチーニ宮殿
- 幼児虐殺（1610年頃）ボローニャ、国立絵画館
- ゴリアテの首を持つダヴィデ（1605年頃）フィレンツェ、ウフィツィ美術館
- ベアトリーチェ・チェンチの肖像　ローマ、バルベリーニ国立絵画館 (これは間違いで、2025年現在では女性画家のジネブラ・カントフォリが作者であり、肖像の対象者も不明という説が強いようである[4]）
- ヒッポメネスとアタランタ (1612年頃)　マドリード、プラド美術館

## ギャラリー

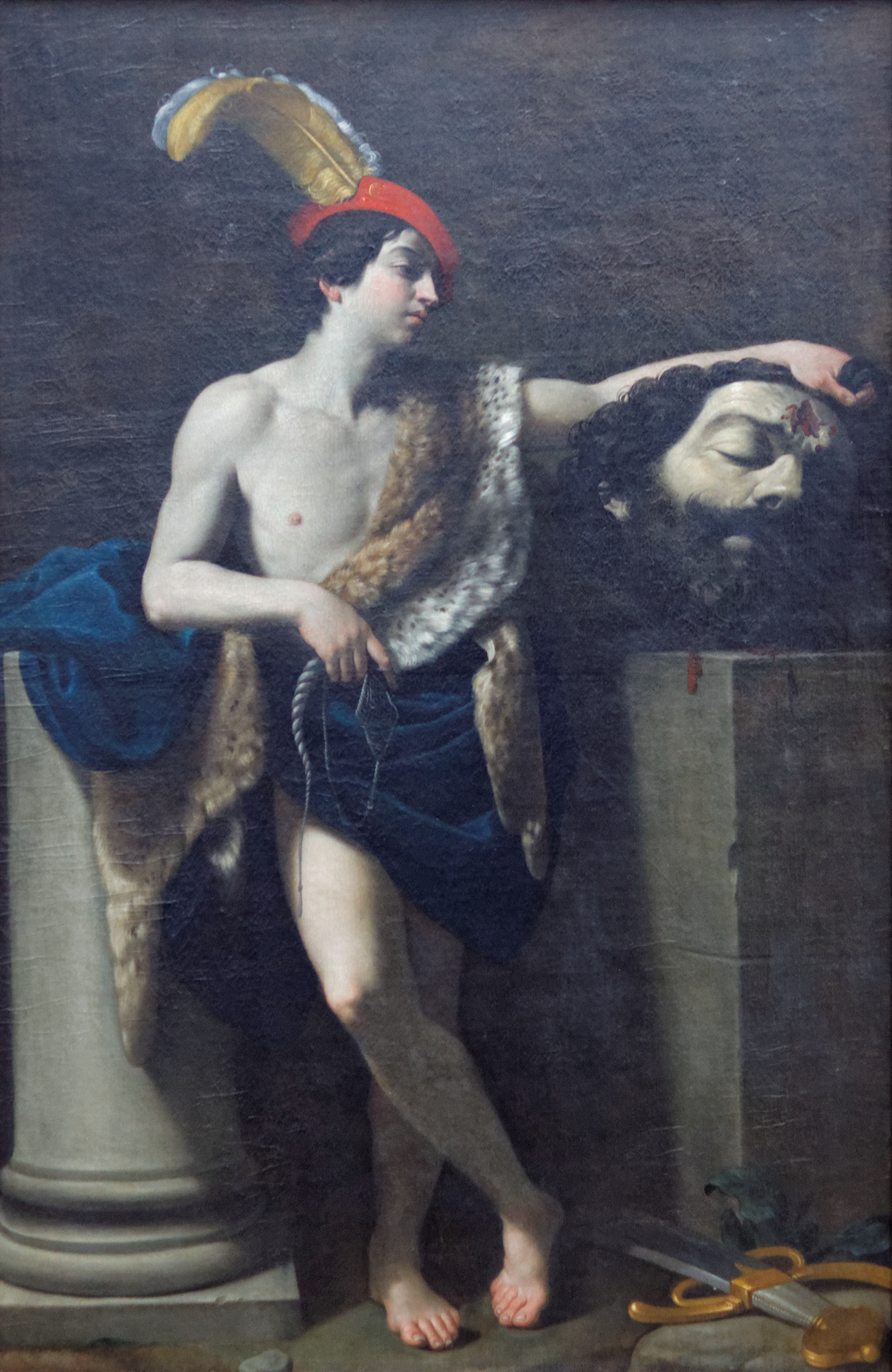
『ゴリアテの首を持つダヴィデ』 (1604-1606年頃) パリ、ルーヴル美術館
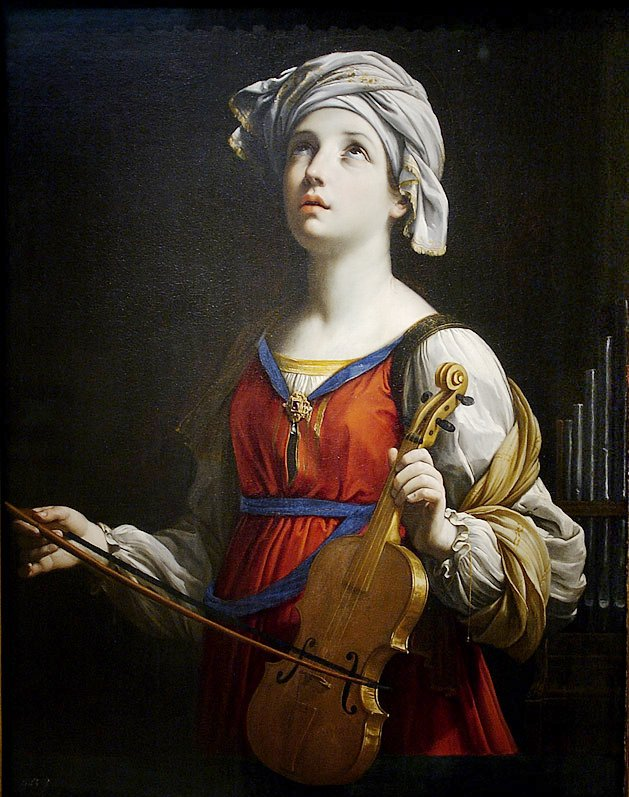
『聖チェチリア』 (1606年) パサデナ、ノートン・サイモン美術館
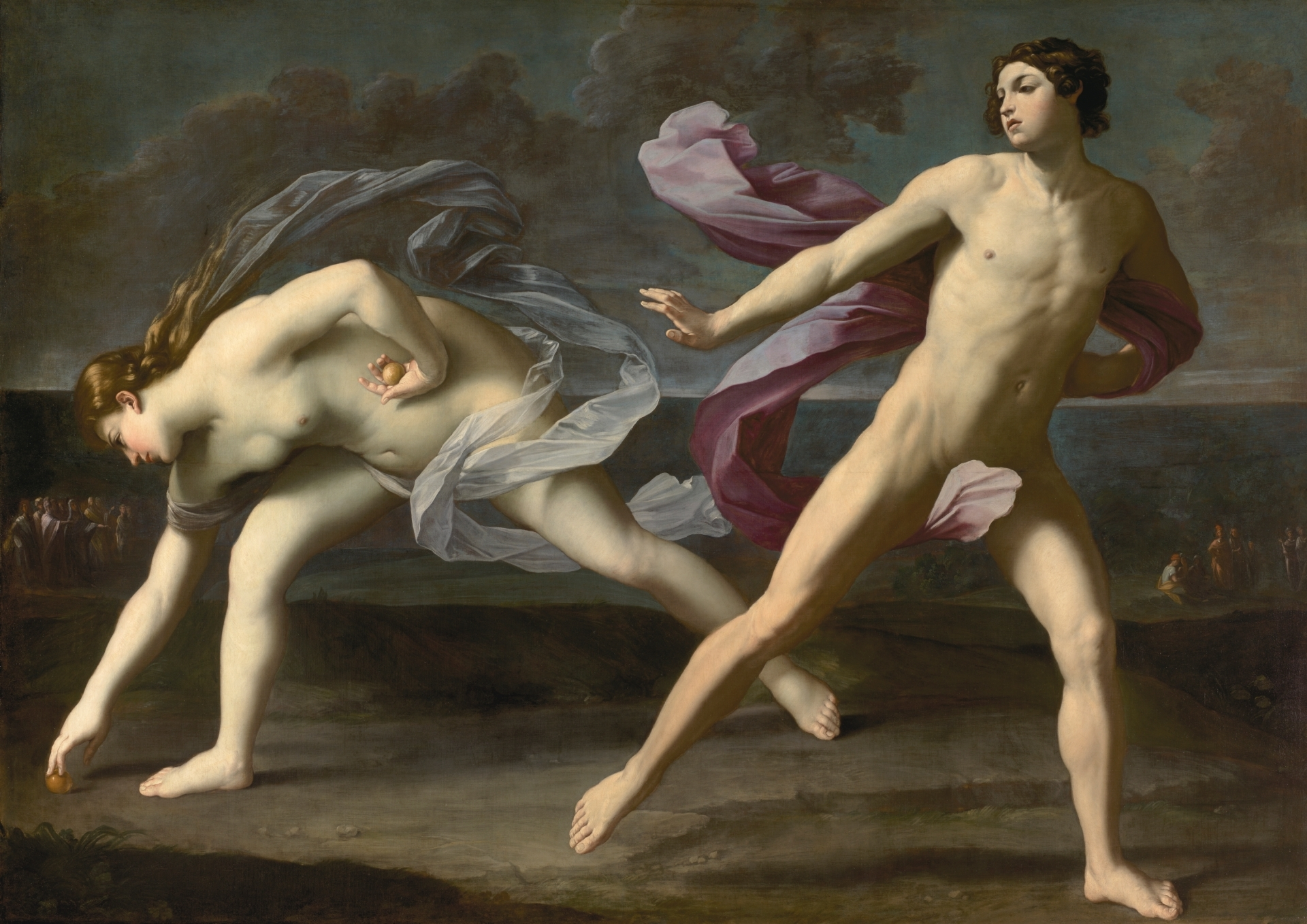
『ヒッポメネスとアタランタ』 (1612年頃) マドリード、プラド美術館
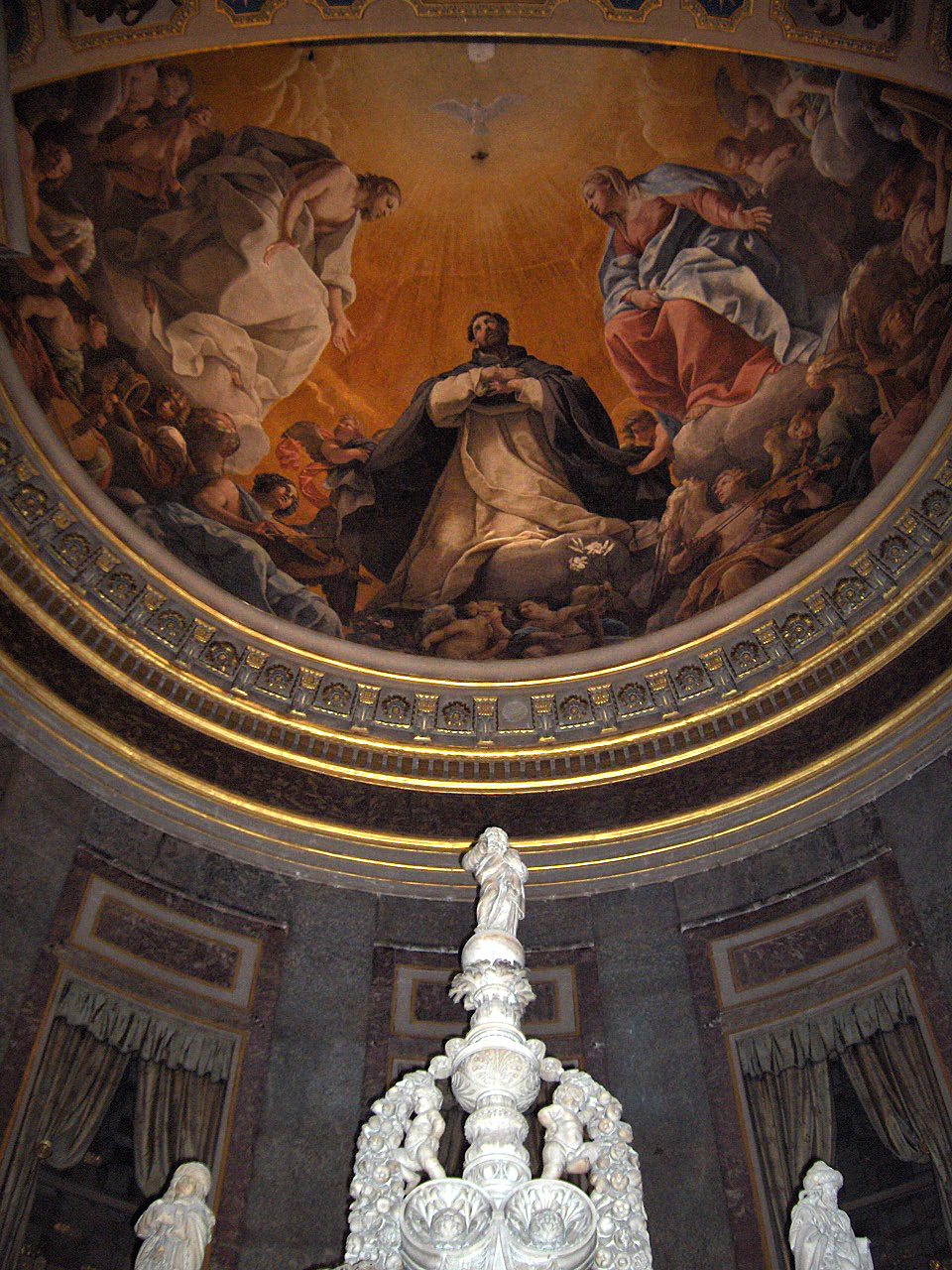
『聖ドミニクスの栄光』 (1613-1615年) crowning the Arca di San Domenico
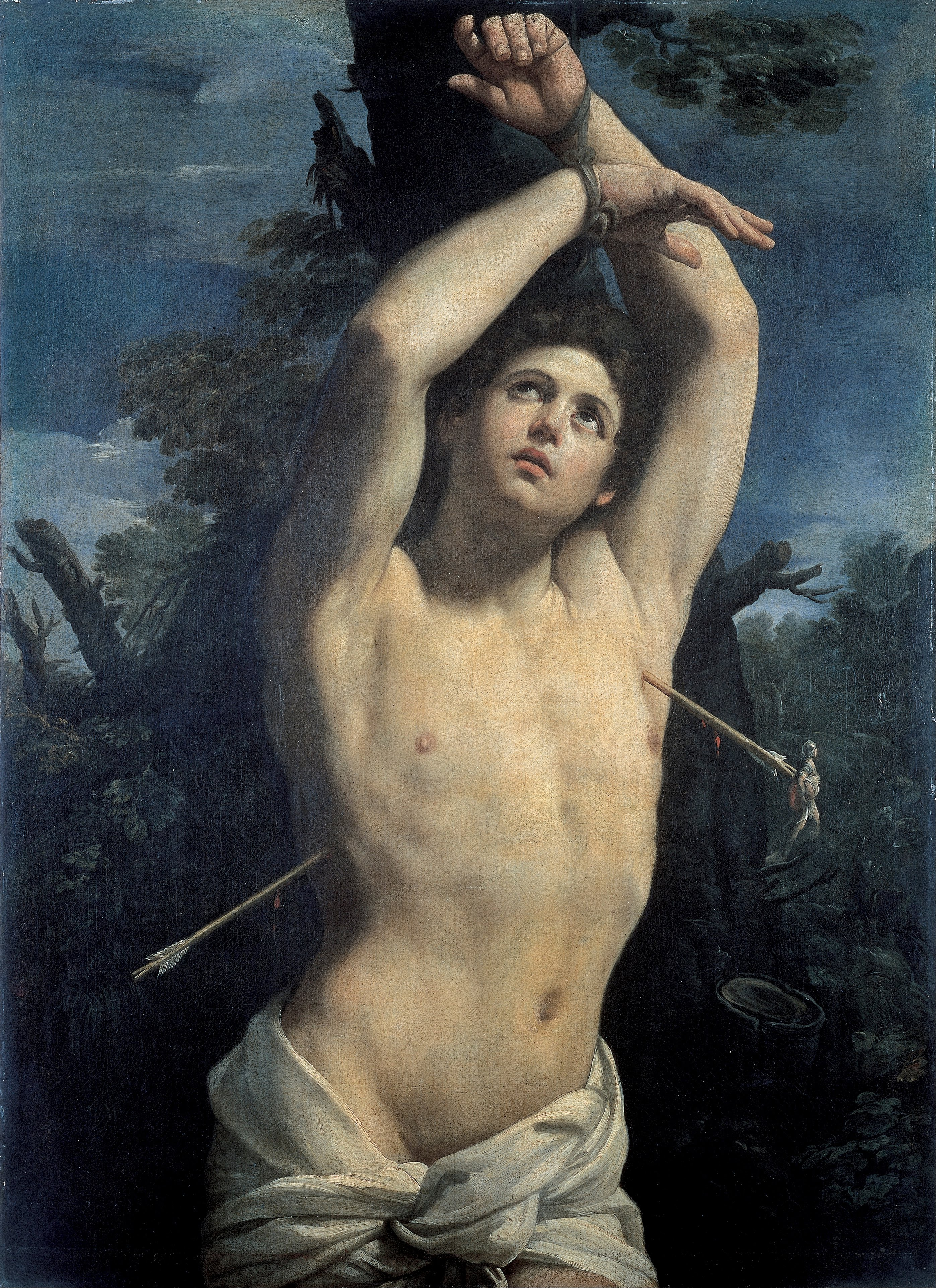
『聖セバスティアヌス』 (1615年頃) ジェノヴァ、パラッツォ・ロッソ
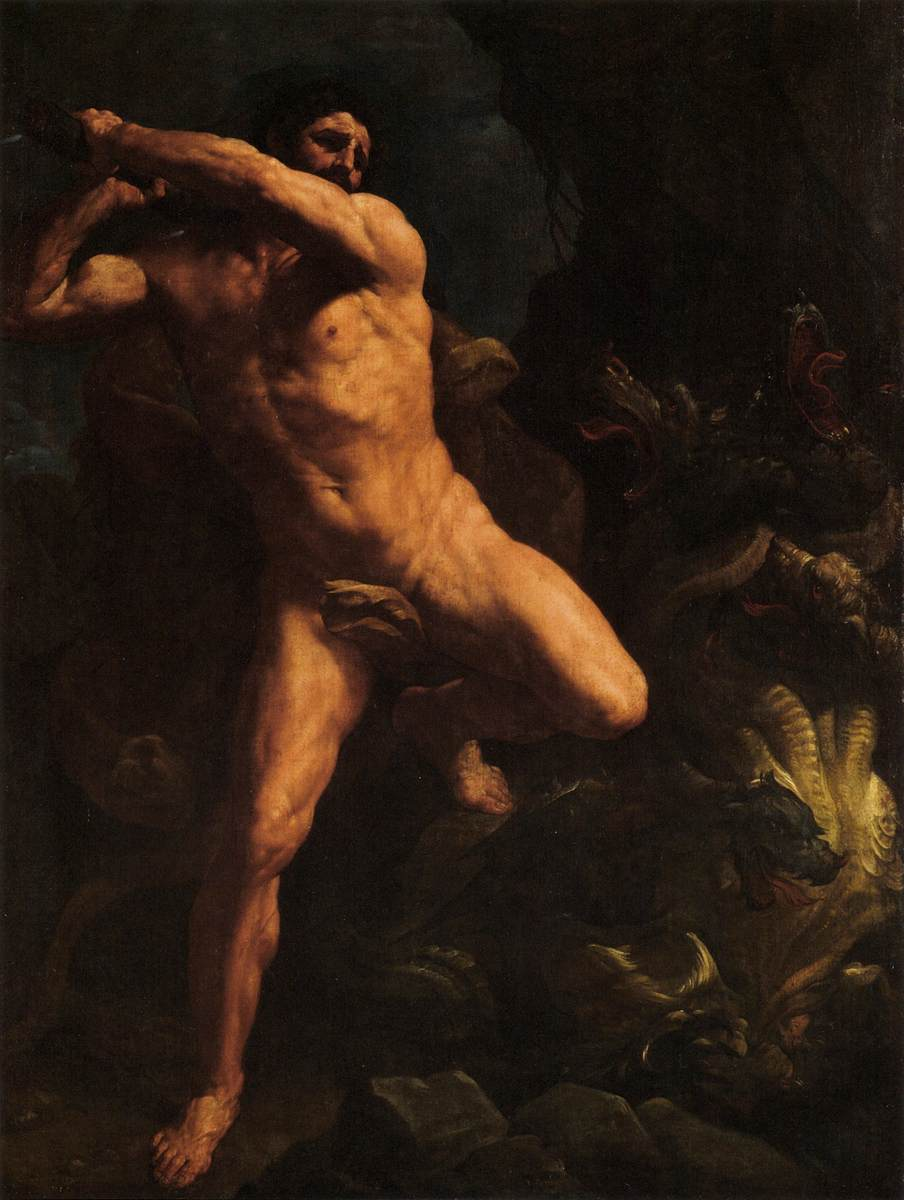
『レルネのヒュドラを退治するヘラクレス』 (1617-1620年頃)、パリ、ルーヴル美術館
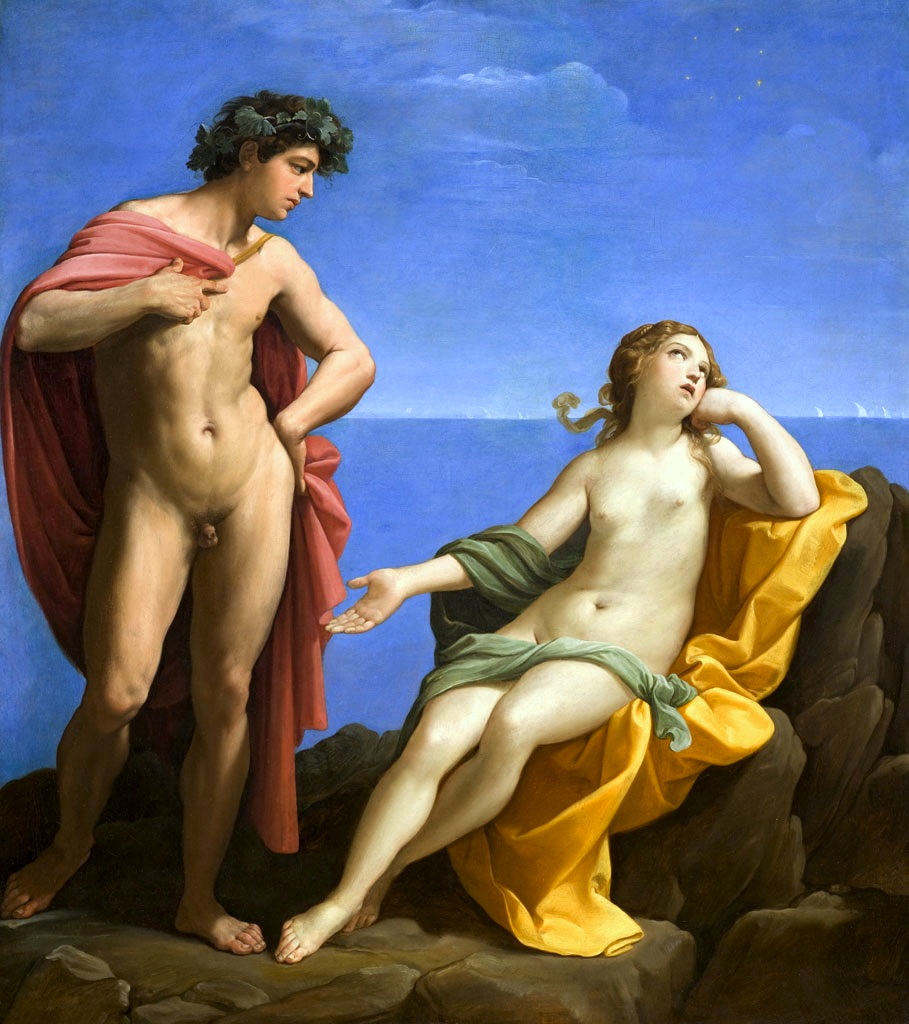
『バッカスとアリアドネ』 (1619-1620年頃), ロサンゼルス・カウンティ美術館
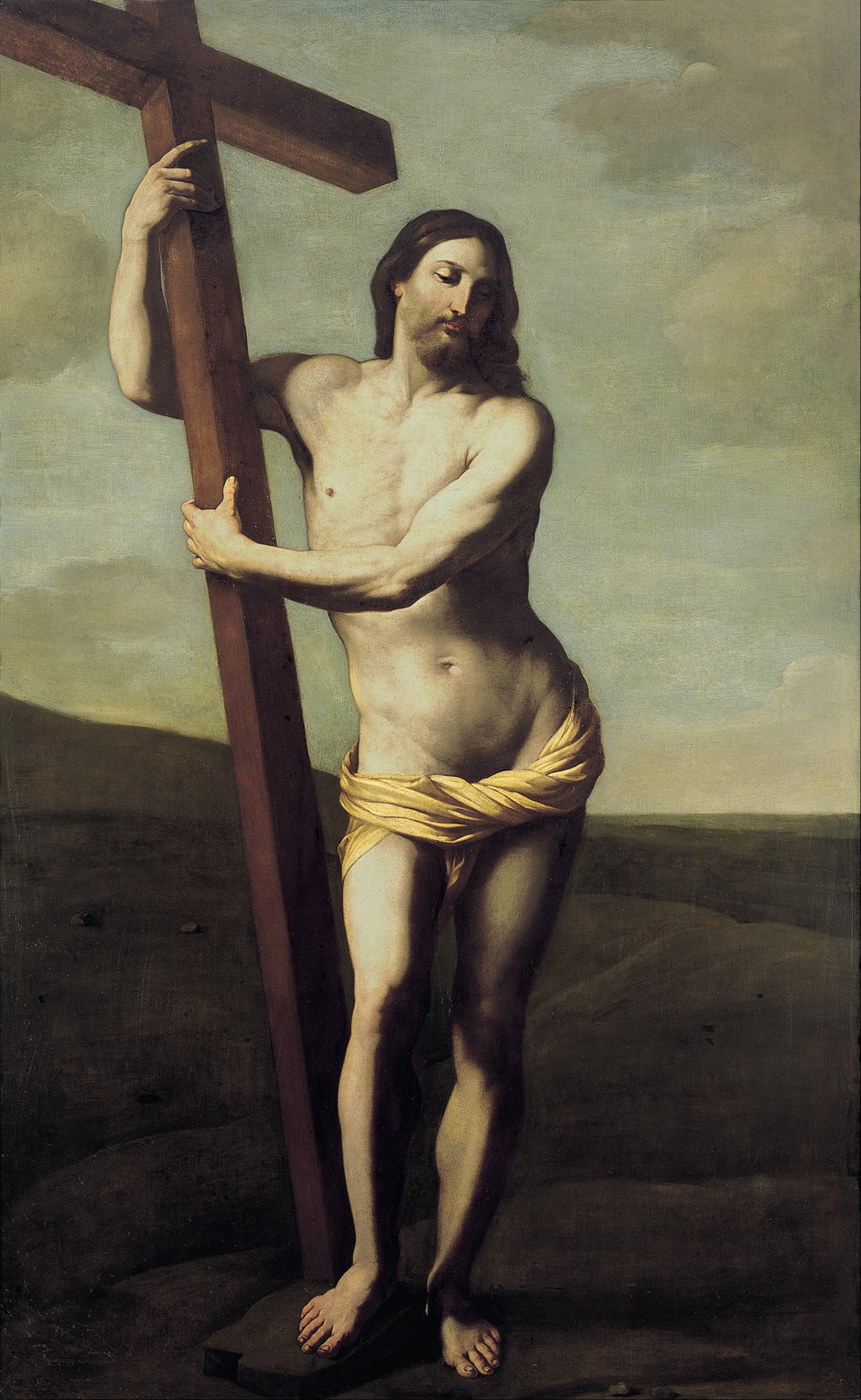
『十字架を持つイエス・キリスト』 (1621年頃)、マドリード、王立サン・フェルナンド美術アカデミー
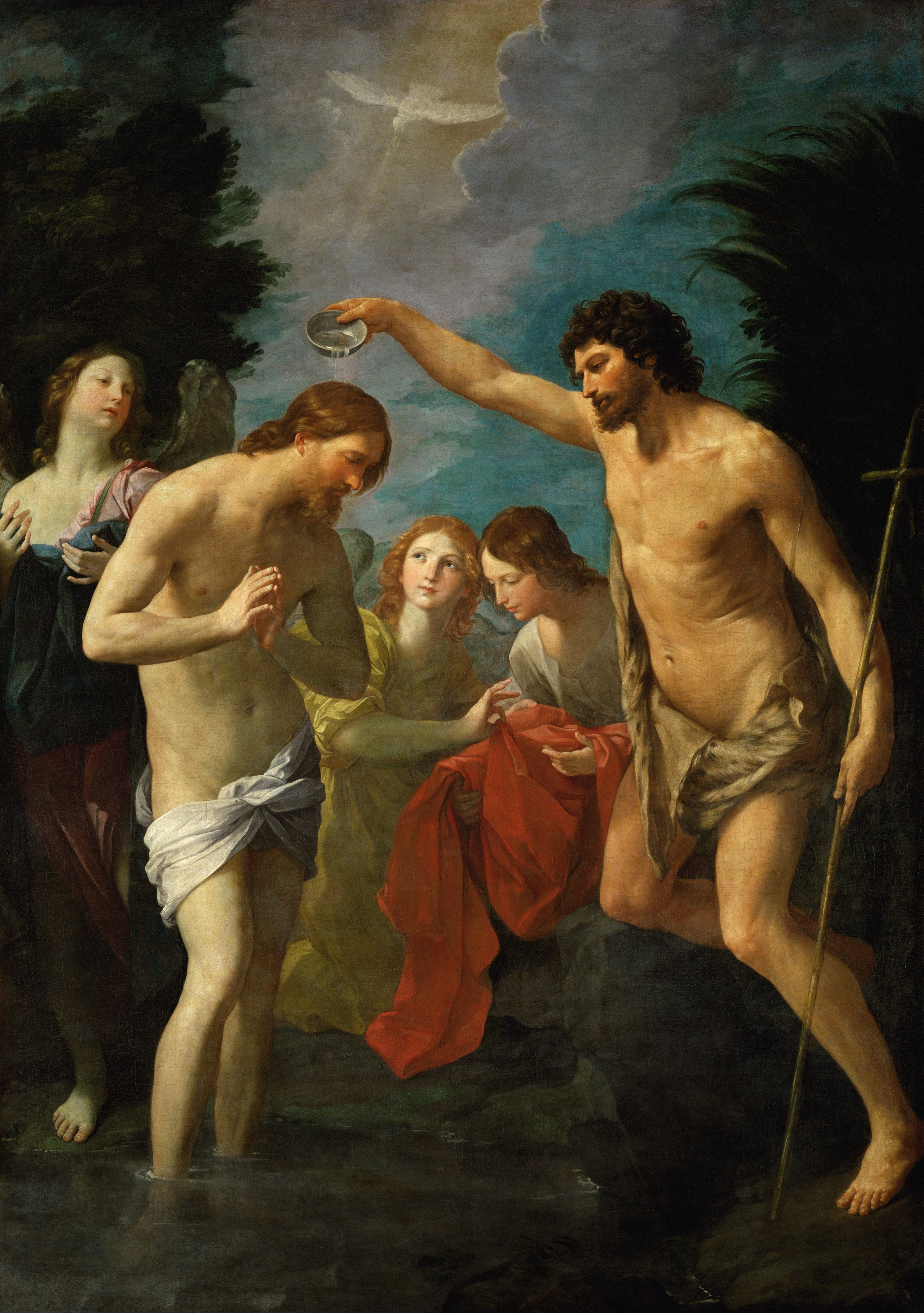
『キリストの洗礼』(1622-1623年頃) ウィーン、美術史美術館
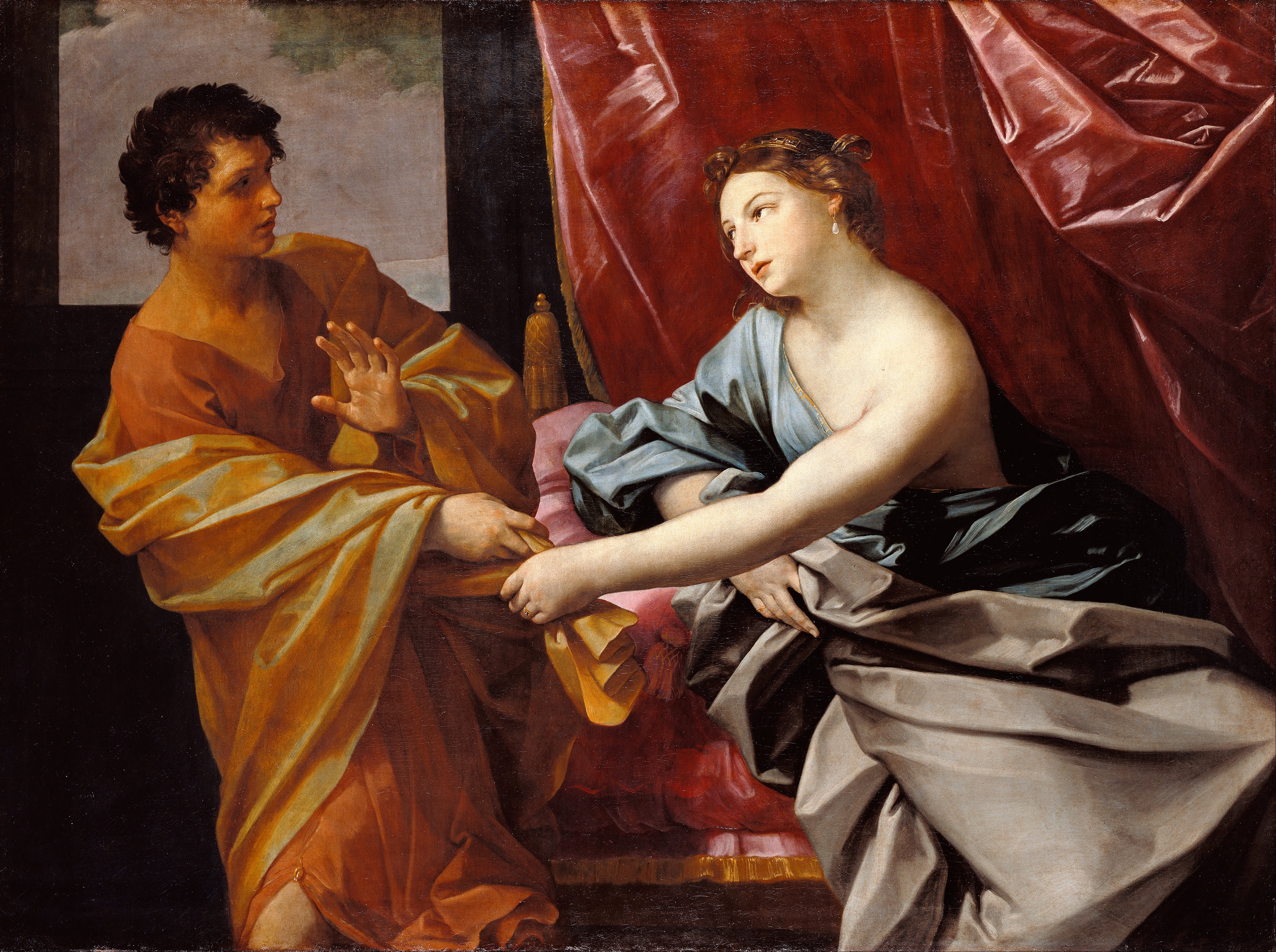
『ヨセフとポティファルの妻』 (1630年頃)、ロサンゼルス、J・ポール・ゲティ美術館
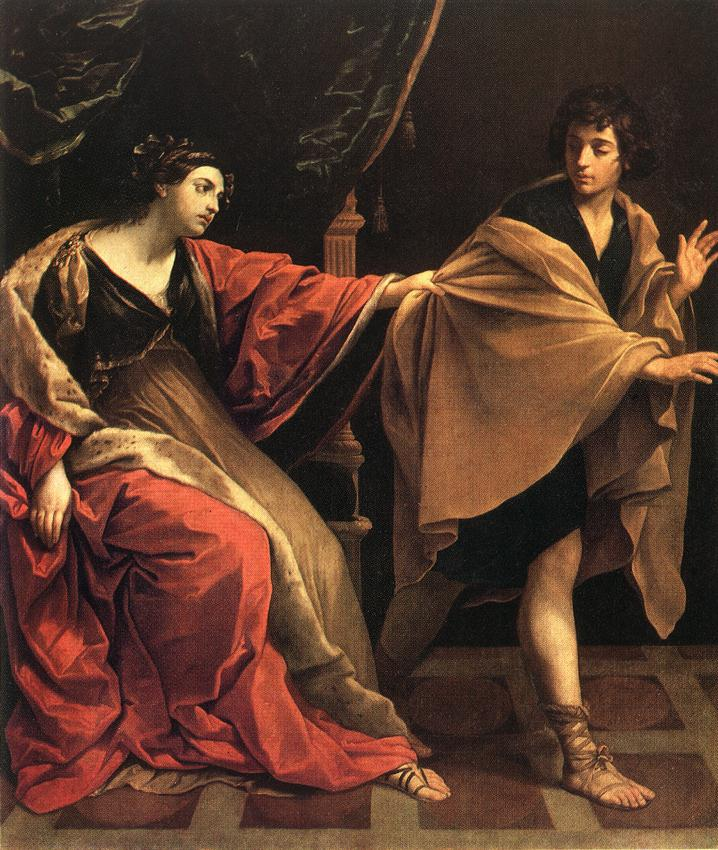
『ヨセフとポティファルの妻』 (1631年)
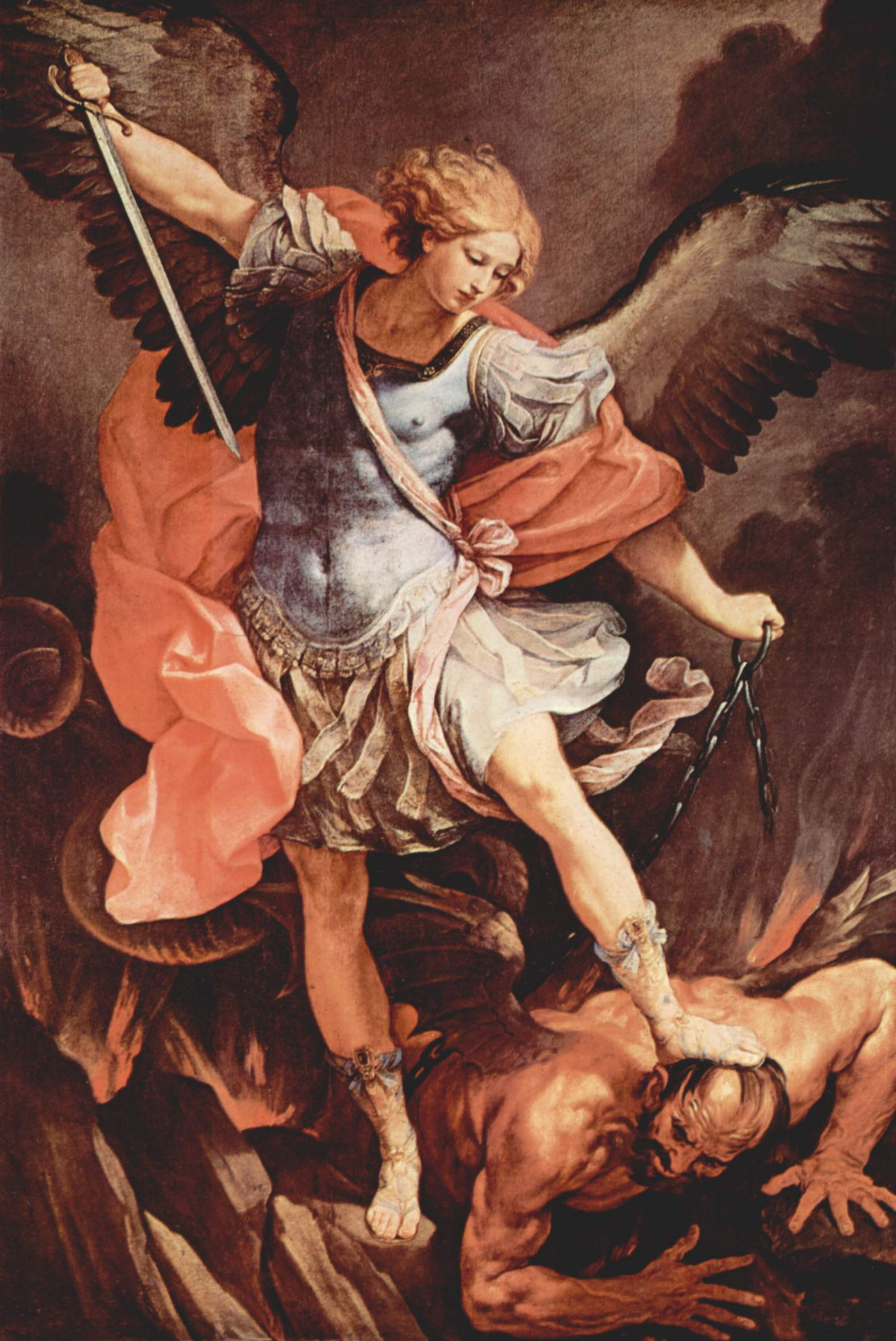
St Michael Archangel. The Archangel Michael trampling Satan,wears a late Roman military cloak and cuirass. 1636, Santa Maria della Concezione dei Cappuccini, ローマ
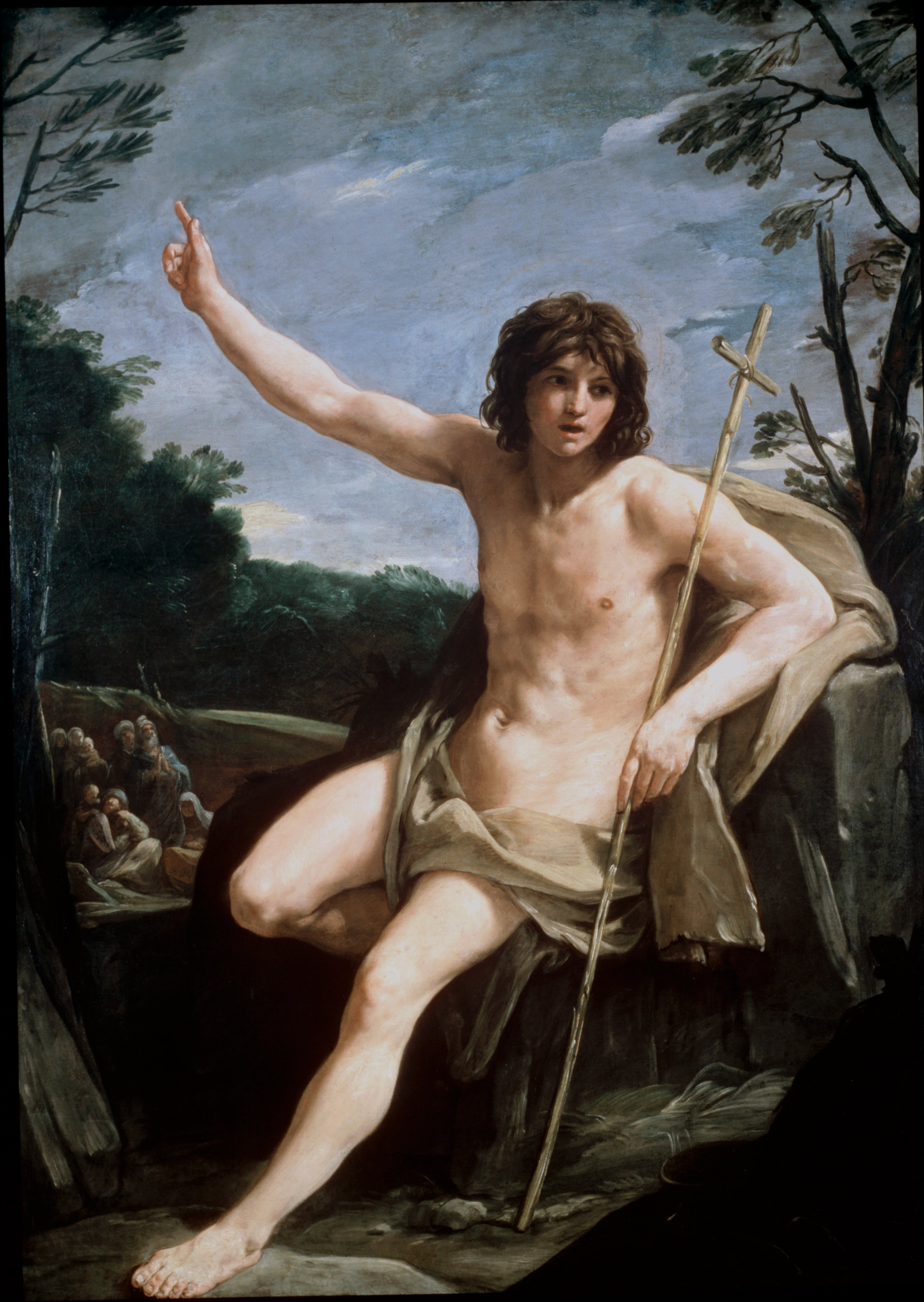
『荒野の洗礼者聖ヨハネ』 (1636-1637年)、ダリッジ、ダリッジ・ピクチャー・ギャラリー
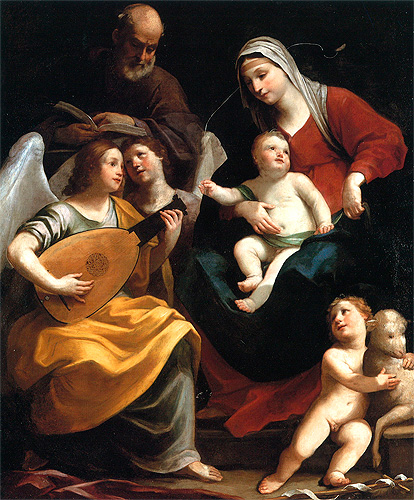
『聖家族』 (1637年)、ワルシャワ、Museum of John Paul II Collection
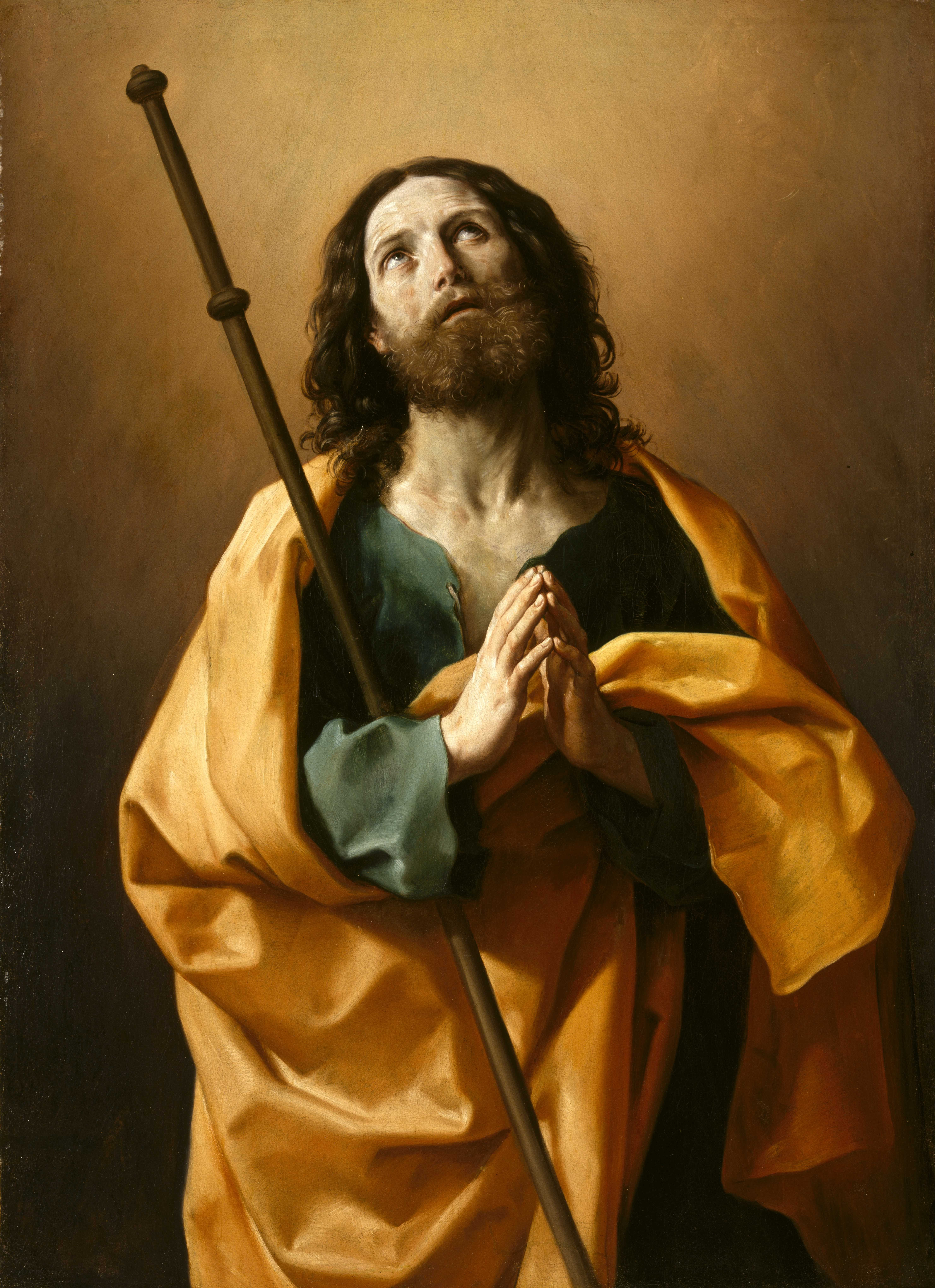
『使徒聖大ヤコブ』 (1636-1638年) ヒューストン美術館
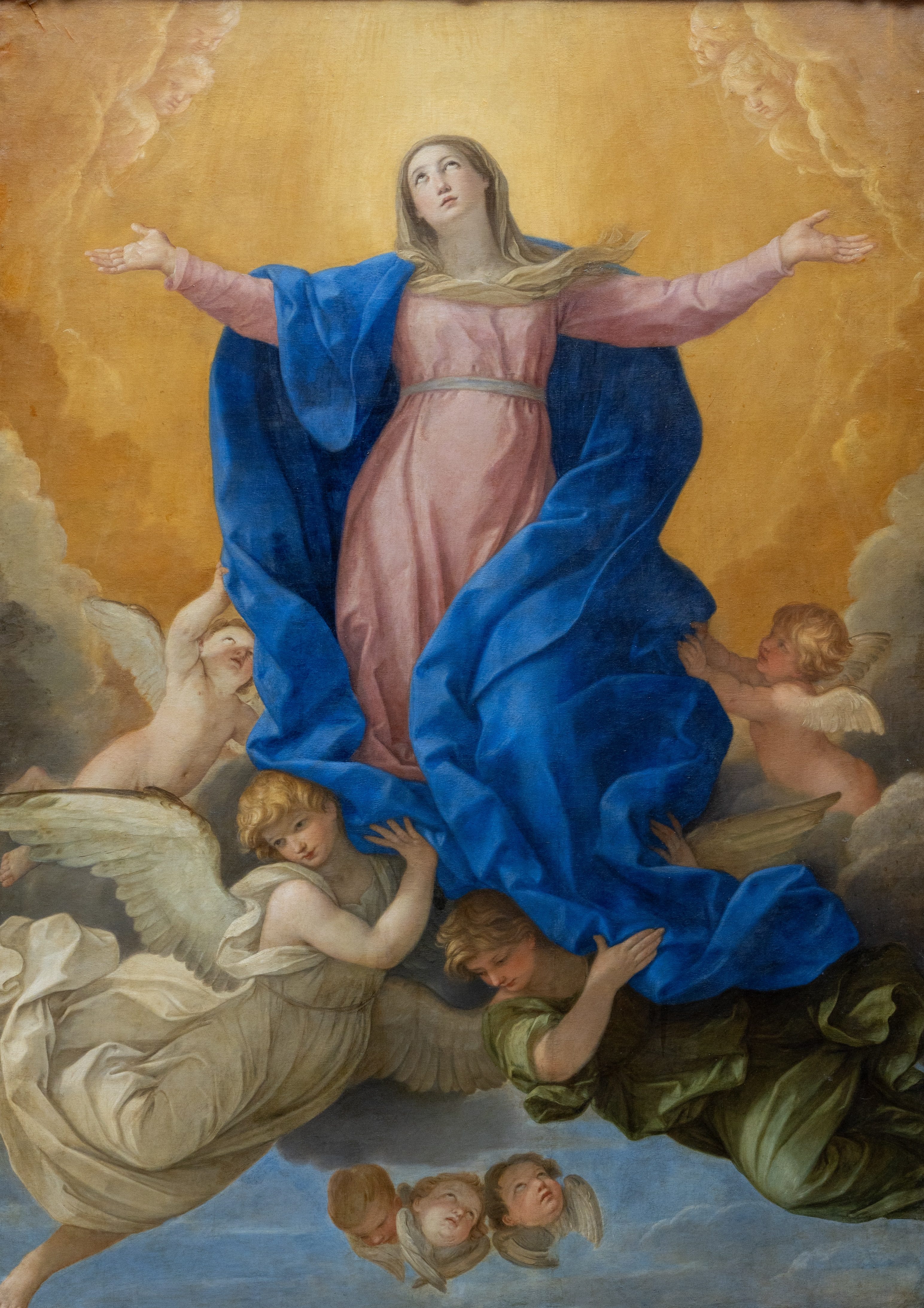
『聖母被昇天』 (1638-1639年頃)、ミュンヘン、アルテ・ピナコテーク
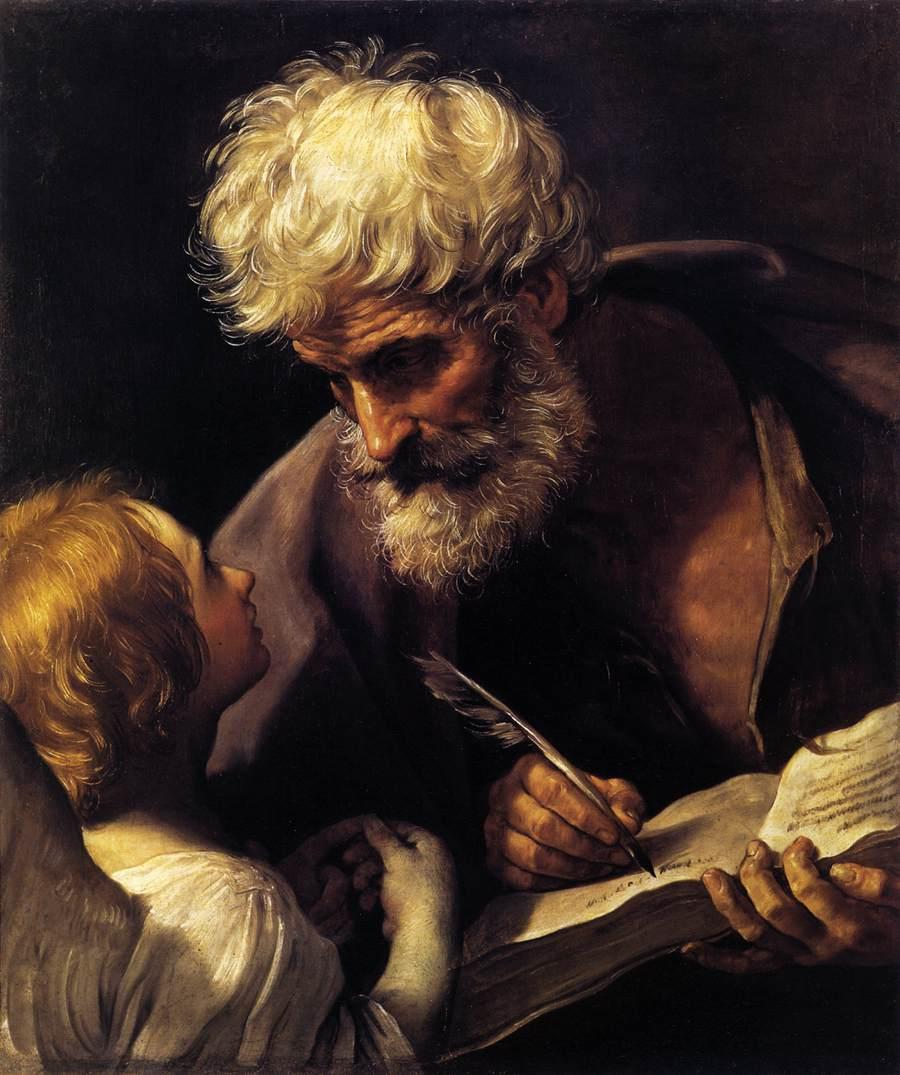
『聖マタイと天使』 (1635-1640年) ローマ、ヴァチカン美術館 (絵画館)
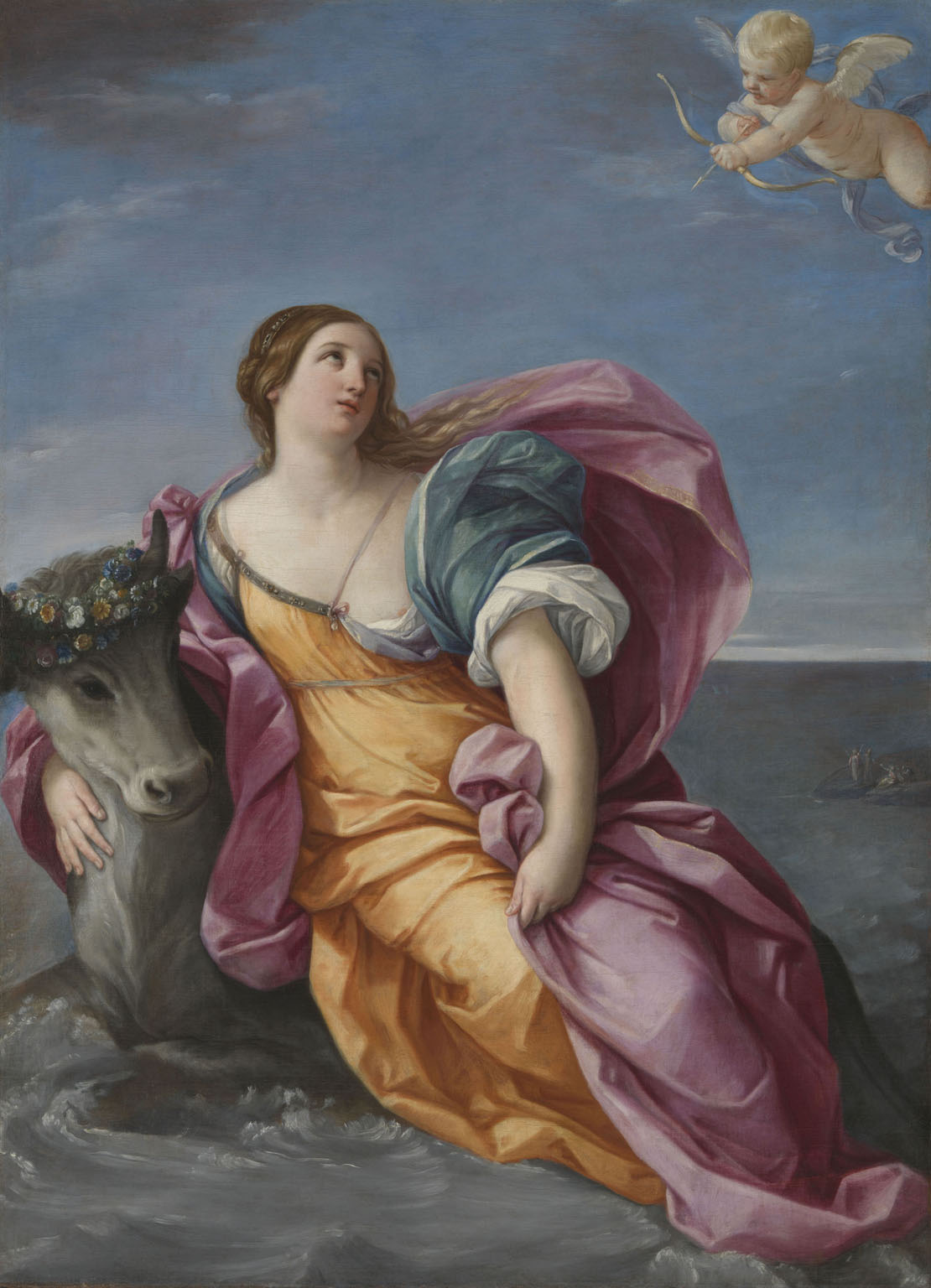
『エウロペの略奪』 (1630年代) ナショナル・ギャラリー, ロンドン. Made for King Władysław IV of Poland.
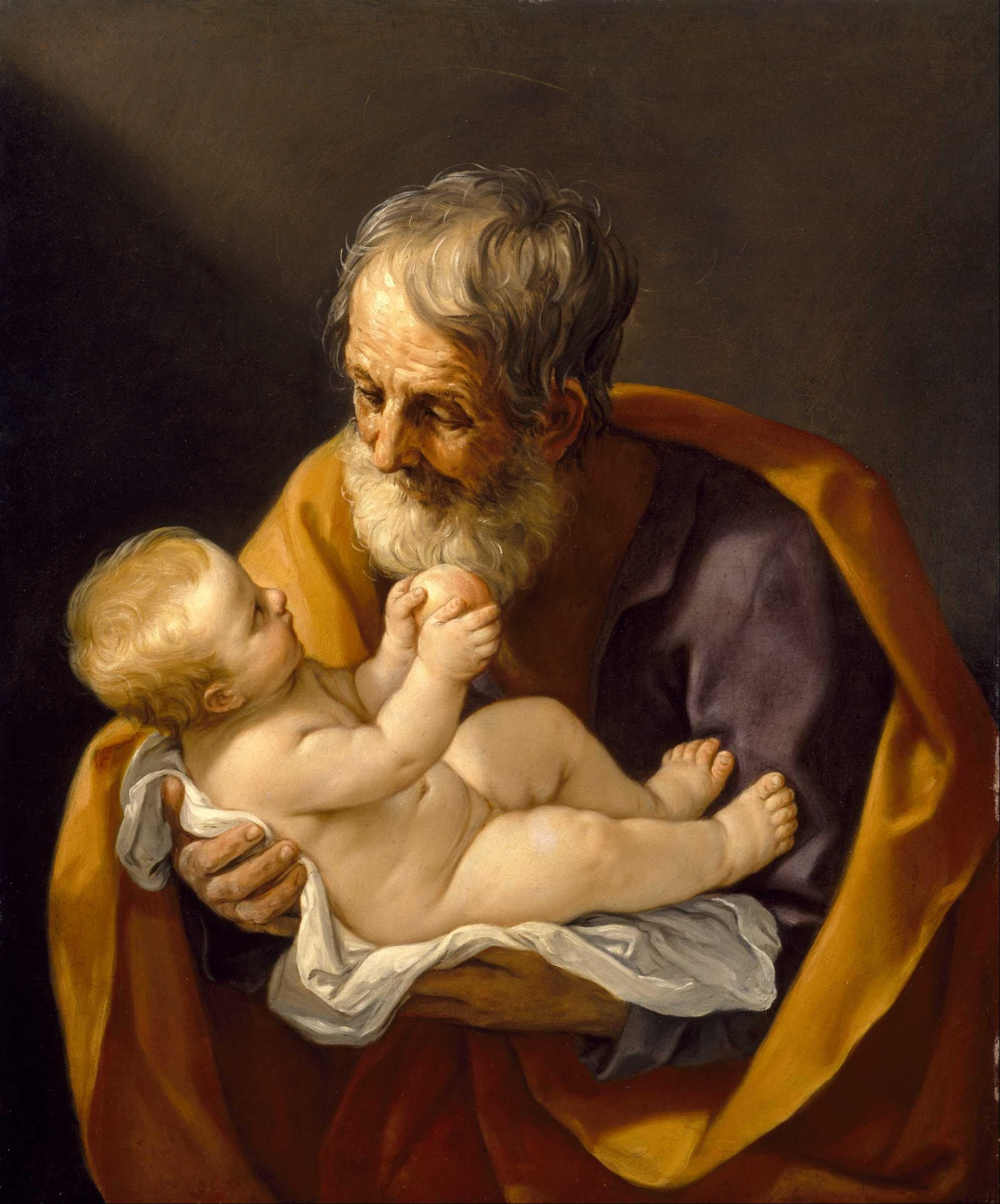
Saint Joseph and the Christ Child (1640年)、ヒューストン美術館
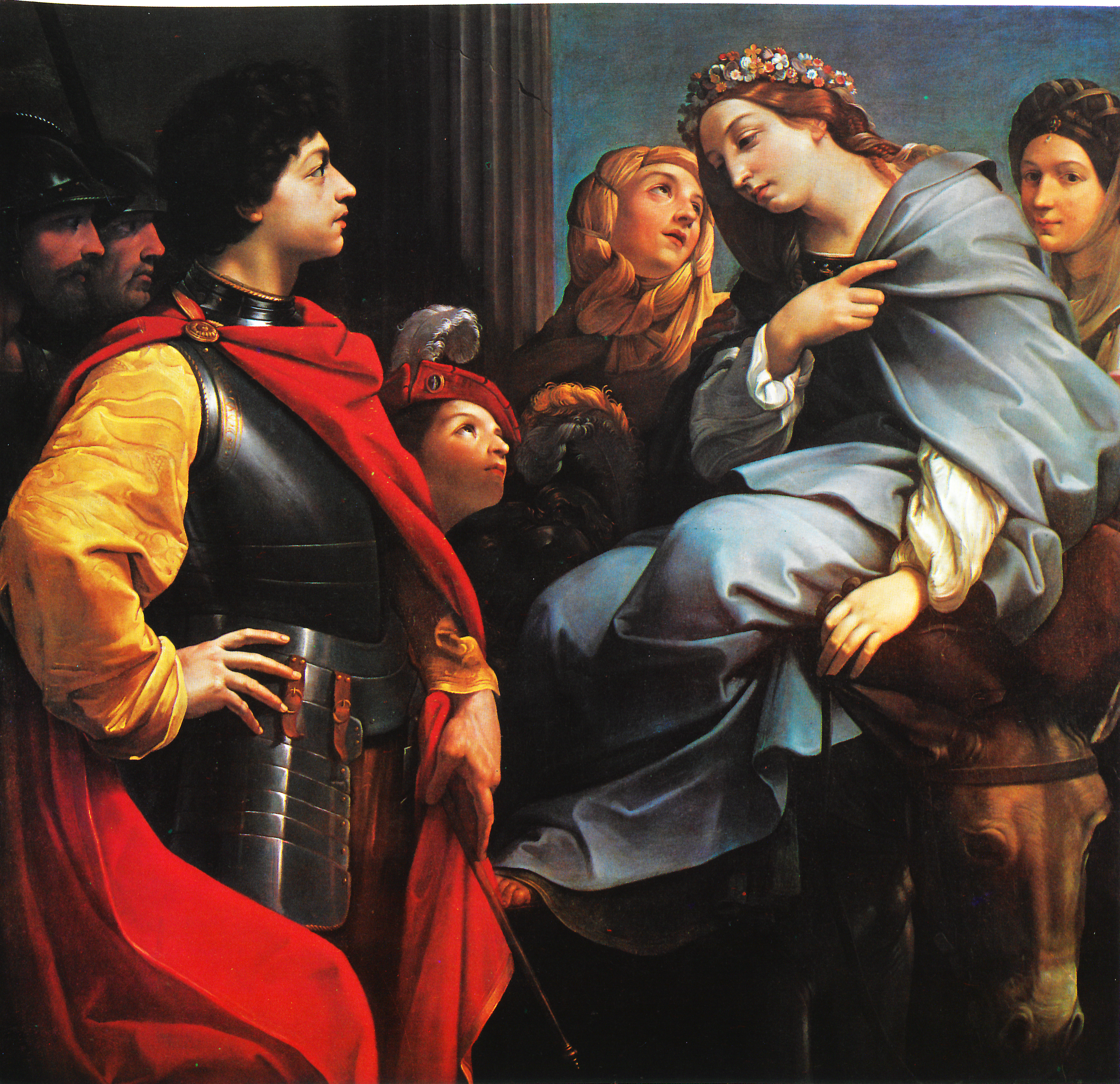
David and Abigail, religious biblical painting、ブダペスト国立西洋美術館